# كونار إسفيني الأوراق
كونار إسفيني الأوراق (الاسم العلمي:Connarus cuneifolius) هو نوع من النباتات يتبع جنس الكونار من الفصيلة الكونارية.